# Miss USA 2017
Miss USA 2017 foi o 66º concurso do Miss USA. Foi realizado em 14 de maio de 2017 no Mandalay Bay Events Center, em Las Vegas, Nevada. O show foi apresentado por Julianne Hough e Terrence J, reprisando suas funções de hospedagem em 2016. A modelo e ativista do corpo, Ashley Graham, também retornou como anfitriã nos bastidores. Brett Eldredge, Pitbull, e o elenco de Michael Jackson: One do Cirque du Soleil apresentaram-se.
Deshauna Barber, do Distrito de Colúmbia, coroou sua sucessora, Kára McCullough, também do Distrito de Colúmbia, no final do evento. McCullough representou os Estados Unidos no concurso Miss Universo 2017, onde ficou entre as top 10 finalistas. Esta é a primeira vitória consecutiva de um estado no Miss USA desde que o Texas ganhou a coroa em 1988 e 1989.
A repórter de entretenimento Alex Wehrley, ex-Miss Wisconsin USA e Barber foram as anfitriãs da competição preliminar realizada em 11 de maio de 2017.

## Resultados
| Resultados Finais | Concorrente |
| ----------------- | --- |
| Miss EUA 2017     | - Distrito de Colúmbia - Kára McCullough |
| 1° Vice- Campeão  | - Nova Jersey - Chhavi Verg |
| 2° Vice- Campeão  | - Minnesota - Meridith Gould |
| Top 5             | - Illinois - Whitney Wandland - Carolina do Sul - Megan Gordon                                                                                      |
| Top 10            | - Alasca - Alyssa London - Califórnia - Índia Williams - Missouri - Bayleigh Dayton - Nova Iorque - Hannah Lopa - Tennessee - Allee-Sutton Hethcoat |

### Prêmios Especiais
| Prêmio        | Candidata                                             |
| ------------- | ----------------------------------------------------- |
| Miss Simpatia | - Missouri - Bayleigh Dayton - Wyoming - Mikaela Shaw |

## Concurso

### Seleção das candidatas
Uma candidata dos 50 estados e do Distrito de Colúmbia foram selecionados em concursos estaduais que começaram em julho de 2016 e terminaram em fevereiro de 2017.

### Rodada preliminar
Antes da competição final, as candidatas competem na competição preliminar que envolve entrevistas privadas com os juízes do concurso onde eles competem tem traje de banho e traje de gala. O evento foi realizado em 11 de maio de 2017 ao vivo no canal oficial do Miss USA no YouTube e foi apresentado pelo repórter de entretenimento e Miss Wisconsin EUA 2009 , Alex Wehrley e Deshauna Barber.

### Final
Pela primeira vez desde 2001, o número de finalistas diminuiu de 15 para 10. As 10 finalistas competem em trajes de banho e trajes de gala, enquanto as 5 finalistas então em uma rodada final de perguntas personalizadas, e o vencedor é decidido por um painel de jurados.

## Juízes
As participantes foram avaliadas por painéis separados de juízes para com as competições preliminares e finais. 

### Juízes preliminares
- Halima Aden - modelo samali-americano e primeira mulher a competir em um concurso estadual Miss EUA vestindo um hijab e burkini.
- Maura McGrevy - comunidade corperativa IMG
- Carole Gist - Miss USA 1990
- Nancy Lublin - CEO da Crisis Text Line
- Brook Lee - Miss USA 1997 e Miss Universo 1997
- Nick Light - vice presidente da Sony Music e Warner Bros.
- Vanessa Gringer - Diretora de desenvolvimento de negócios da IMG

### Juízes de Telecast
- Halima Aden - Modelo samali-americano e primeira mulher a competir em um concurso estadual Miss EUA vestindo um hijab e burkini
- Carson Kressley - personalidade de TV, especialistas em estilo, designer de moda e autor.
- Brook Lee - Miss USA 1997 e Miss Universo 1997
- Nancy Lublin - Fundadora do Dress For Success
- Jeannie Mai - Especialista em estilo, filantropa e co-apresentadora do The Real
- Janet Mock - Autor, apresentador de televisão e advogado

## Concorrentes
51 candidatas competiram em 2017.
| Estado               | Candidata             | Idade na Época | Altura | Cidade Natal     | Colocação       | Notas |
| -------------------- | --------------------- | -------------- | ------ | ---------------- | --------------- | --- |
| Alabama              | Baylee Smith          | 20             | 1,70   | Tuscaloosa       | Não Colocado    | |
| Alasca               | Alyssa London         | 27             | 1,73   | Anchorage        | Top 10          | Primeiro Tlingit Miss Alasca EUA                                                                               |
| Arizona              | Tommy Lynn Calhoun    | 21             | 1,70   | Tucson           | Não Colocado    | |
| Arkansas             | Arynn Johnson         | 20             | 1,83   | Hot Springs      | Não Colocado    | Anteriormente Miss Arkansas Teen EUA 2015                                                                      |
| Califórnia           | Índia Williams        | 20             | 1,83   | Lafayette        | Top 10          | |
| Colorado             | Sabrina Janssen       | 21             | 1,73   | Denver           | Não Colocado    | |
| Connecticut          | Olga Litvinenko       | 27             | 1,78   | Greenwich        | Não Colocado    | Anteriormente Miss Connecticut Teen EUA 2007; Nascida na Ucrânia                                               |
| Carolina do Norte    | Katie Coble           | 27             | 1,70   | Charlotte        | Não Colocado    | Anteriormente Miss Carolina do Norte Teen EUA 2007                                                             |
| Carolina do Sul      | Megan Gordon          | 23             | 1,75   | North Augusta    | Top 5           | |
| Dakota do Norte      | Raquel Wellentin      | 24             | 1,75   | Fargo            | Não Colocado    | |
| Dakota do Sul        | Tessa Dee             | 26             | 1,70   | Mitchell         | Não Colocado    | Anteriormente Miss Dakota do Sul 2013                                                                          |
| Delaware             | Mia Jones             | 21             | 1,80   | Bear             | Não Colocado    | Anteriormente Miss Delaware Teen EUA 2014                                                                      |
| Distrito de Colúmbia | Kará McCullough       | 25             | 1,78   | Washington, D.C. | Miss USA 2017   | Nascida na Itália                                                                                              |
| Flórida              | Linette De Los Santos | 25             | 1,68   | Miami            | Não Colocado    | Assumindo o título após a Miss Flórida EUA 2017, Génesis Dávila foi destronada Nascida na República Dominicana |
| Geórgia              | DeAnna Johnson        | 21             | 1,83   | Hazlehurst       | Não Colocado    | Top 10 finalistas na 8° Temporada do The Voice                                                                 |
| Havaí                | Julie Kuo             | 23             | 1,70   | Honolulu         | Não Colocado    | Nascida em Taiwan                                                                                              |
| Idaho                | Cassie Lewis          | 26             | 1,70   | Moscow           | Não Colocado    | |
| Illinois             | Whitney Wandland      | 25             | 1,70   | Chicago          | Top 5           | |
| Indiana              | Brittany Wincheste    | 27             | 1,68   | Indianápolis     | Não Colocada    | |
| Iowa                 | Kelsey Weier          | 26             | 1,70   | West Des Moines  | Não Colocado    | |
| Kansas               | Catherine Carmichael  | 26             | 1,85   | Manhattan        |                 | Anteriormente Miss Kansas Mundo 2015 Top 12 no Miss Mundo América 2015                                         |
| Luisiana             | Bethany Trahan        | 21             | 1,63   | Lake Charles     | Não Colocado    | |
| Maine                | Brooke Harris         | 26             | 1,68   | Lee              | Não Colocado    | |
| Maryland             | Adrianna David        | 22             | 1,73   | Rockville        | Não Colocado    | Mais tarde Miss Maryland 2018                                                                                  |
| Massachusetts        | Julia Scaparotti      | 25             | 1,73   | Peabody          | Não Colocado    | Cheerleader dos New England Patriots                                                                           |
| Michigan             | Krista Ferguston      | 24             | 1,75   | Detroit          | Não Colocado    | |
| Minnesota            | Meridith Gould        | 22             | 1,80   | Minneapolis      | 2° Vice-campeão | Anteriormente Miss Dakota do Sul 2014 e Miss Dakota do Sul Teen 2012                                           |
| Mississippi          | Ashley Hamby          | 24             | 1,73   | Madison          | Não Colocado    | |
| Missouri             | Bayleigh Dayton       | 23             | 1,75   | Lee's Summit     | Top 10          | Primeira afro-americana Miss Missouri EUA Mais tarde um HouseGuest no Big Brother 20                           |
| Montana              | Brooke Bezanson       | 20             | 1,78   | Missoula         | Não Colocado    | |
| Nebraska             | Jasmine Fuelberth     | 20             | 1,68   | Norfolk          | Não Colocado    | Anteriormente Miss Nebraska Teen EUA 2013                                                                      |
| Nevada               | Lauren York           | 23             | 1,75   | Las Vegas        | Não Colocado    | |
| Nova Hampshire       | Sarah Mousseau        | 26             | 1,70   | Portsmouth       | Não Colocado    | |
| Nova Jersey          | Chavvi Verg           | 20             | 1,75   | Edison           | 1° Vice-Campeão | Nascida na Índia                                                                                               |
| Novo México          | Ashley Mora           | 25             | 1,73   | Albuquerque      | Não Colocado    | Anteriormente, Miss Top Novo México Mundo 2015 Top 22 no Miss Mundo América 2015                               |
| Nova Iorque          | Hannah Lopa           | 25             | 1,73   | Spencerport      | Top 10          | |
| Ohio                 | Dinaleigh Baxter      | 24             | 1,70   | Winchester       | Não Colocado    | |
| Oklahoma             | Alex Smith            | 20             | 1,73   | Mooreland        | Não Colocado    | |
| Oregon               | Elizabeth Denny       | 26             | 1,75   | Roseburg         | Não Colocado    | |
| Pensilvânia          | Cassandra Angst       | 23             | 1,73   | Feasterville     | Não Colocado    | |
| Rhode Island         | Kelsey Swanson        | 23             | 1,70   | Cranston         | Não Colocado    | |
| Tennessee            | Alee-Sutton Hetcoast  | 25             | 1,70   | Franklin         | Top 10          | |
| Texas                | Nancy Gonzalez        | 27             | 1,70   | Freeport         | Não Colocado    | |
| Utah                 | Baylee Jensen         | 23             | 1,80   | South Jordan     | Não Colocado    | Filha na Miss USA 1989 Gretchen Polhemus                                                                       |
| Vermont              | Madison Cota          | 21             | 1,78   | Bellows falls    | Não Colocado    | Anteriormente Miss Vermont Teen EUA 2014                                                                       |
| Virgínia             | Jacqueline Caroll     | 23             | 1,73   | Stanardsville    | Não Colocado    | Anteriormente Miss Virgínia Teen EUA 2010                                                                      |
| Virgínia Ocidental   | Lauren Roush          | 22             | 1,75   | Mason            | Não Colocado    | |
| Washington           | Alex Carlson-Helo     | 23             | 1,73   | Millcreek        | Não Colocado    | Anteriormente Miss Washington Teen EUA 2012                                                                    |
| Wisconsin            | Skylar Witte          | 19             | 1,70   | Schofield        | Não Colocado    | |
| Wyoming              | Mikaela Shaw          | 23             | 1,70   | Casper           | Não Colocado    | Anteriormente Miss Wyoming 2015                                                                                |

### Substituições
- Flórida - Génesis Dávila foi coroada Miss Flórida EUA 2017 em 16 de julho de 2016, Dávila revelou depois que contratou maquiadores profissionais para fazer ela mesma. Ela foi destronada alguns dias depois. Linette De Los Santos, a primeira vice-campeão, assumiu automaticamente o título. Dávila mais tarde foi coroada novamente no ano seguinte.

## Outros Concursos
Miss América
- 2014:  Dakota do Sul: Tessa Dee

- 2015:  Minnesota: Meridith Gould
  - Representante da Dakota do Sul
- 2016:  Wyoming: Mikaela Shaw
- 2019 : Maryland: Adrianna David

#### Adolescente de destaque da Miss America
- 2013:  Minnesota: Meridith Gould
  - Representante da Dakota do Sul

#### Miss Mundo América
- 2015:  Kansas: Catherine Carmichael (Top 12)
- 2015:  Novo México: Ashley Mora (Top 22)

Miss Teen USA
- 2007:  Connecticut: Olga Litvinenko
- 2007:  Carolina do Sul: Katie Coble
- 2010:  Virgínia: Jacqueline Caroll (Top 15)
- 2012:  Washington: Alex Carlson-Helo
- 2013:  Nebraska: Jasmine Fuelberth
- 2014:  Delaware: Mia Jones (Top 15)
- 2014:  Vermont: Madison Cota
- 2015:  Arkansas: Arynn Jonhson (Top 15)

#### Miss National Sweetheart
- 2013:  Wyoming: Mikaela Shaw

## Emissoras Internacionais

### Televisão
- Estados Unidos: Fox
- África: DStv Mzansi Magic (transmissão atrasada)

- Ásia-pacífico: Star World
- Venezuela: Venevisión